# Thecla obsoleta
Thecla obsoleta är en fjärilsart som beskrevs av Percy I. Lathy 1926. Thecla obsoleta ingår i släktet Thecla och familjen juvelvingar. Inga underarter finns listade i Catalogue of Life.